# جف کوبر
جف کوبر (انگلیسی: Jeff Kober؛ زادهٔ ۱۸ دسامبر ۱۹۵۳) یک هنرپیشه اهل ایالات متحده آمریکا است.
او در فیلم گربه گمشده کرونا بازی کرده‌است.